# Metropolis-Haus

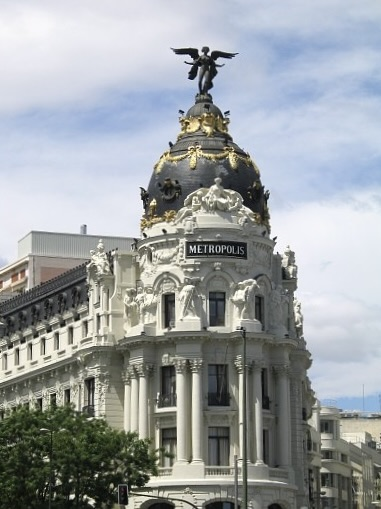
Das Metropolis-Haus auf der Gran Vía in Madrid

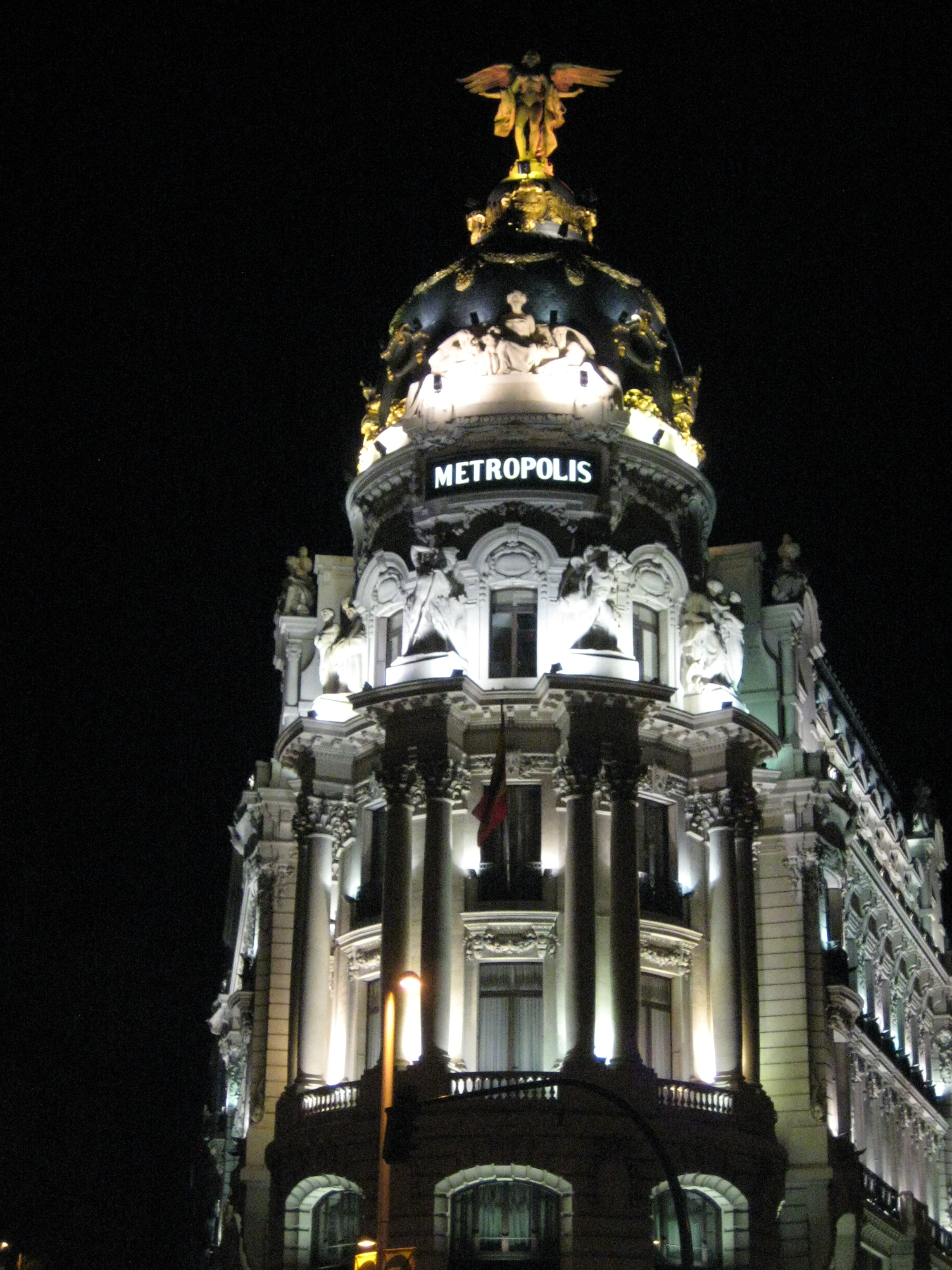
Das Metropolis-Haus bei Nacht

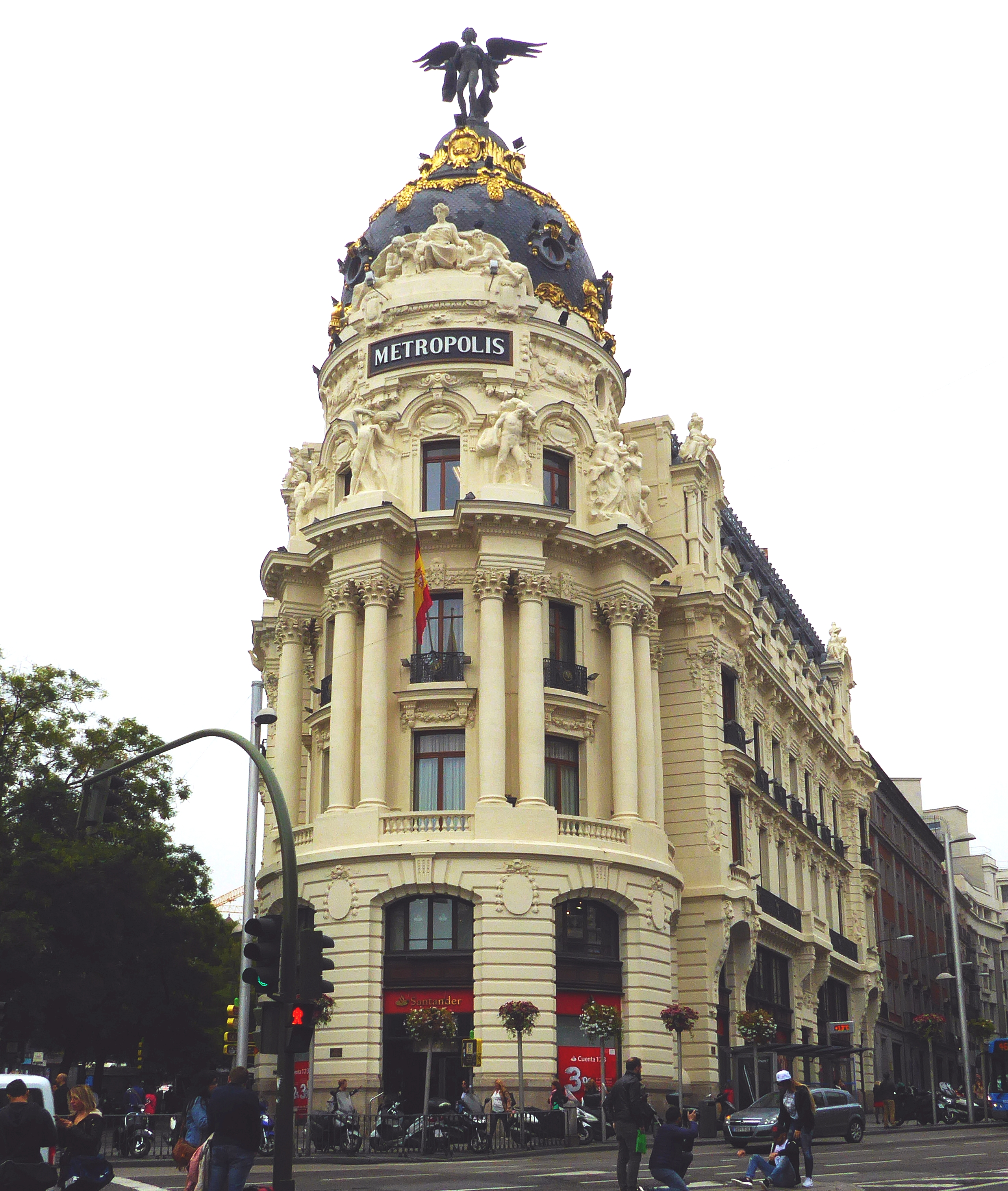
Das Metropolis-Haus auf der Calle de Alcalá im Zentrum von Madrid

Das Metropolis-Haus (span. Edificio Metrópolis) war der ehemalige Firmensitz einer spanischen Versicherung an der Kreuzung der Calle de Alcalá und der Gran Vía in Madrid, Spanien.
1905 beschloss die Versicherungsgesellschaft La Unión y el Fénix den Bau eines neuen Firmensitzes, nachdem die Errichtung der Prachtstraße Gran Via beschlossen wurde.
Es wurde ein Architektenwettbewerb zwischen spanischen und französischen Architekten ausgeschrieben, den die Brüder Jules Février und Raymond Février gewannen.
Die Arbeiten begannen 1907 mit dem Abbruch von sieben alten Häusern, um Platz für das neue Gebäude zu schaffen. Der spanische Architekt Luis Esteve finalisierte die Arbeiten 1910 und am 21. Januar 1911 erfolgte die feierliche Eröffnung des Gebäudes im Stil der Beaux-Arts-Architektur.
Herausstechend ist die fein gegliederte Fassade sowie der Turm mit der Kuppel. Ursprünglich befand sich auf der Kuppel ein Phönix, bis 1972 ein anderes Versicherungsunternehmen namens Metropolis das Gebäude erwarb und den Phönix zugunsten einer geflügelten Victoria entfernte. Die auf einem vergoldeten Kuppelbau installierte Victoria wurde von Federico Coullaut Valera entworfen.

## Weblink
Koordinaten: 40° 25′ 8″ N, 3° 41′ 50″ W